# Consejo del distrito de Waipā
Consejo del distrito de Waipā (en māori: Te Kaunihera ā-Rohe o Waipa) es una autoridad territorial del distrito de Waipā de Nueva Zelanda. 
El consejo está dirigido por la alcaldesa de Waipā, Susan O'Regan, y 13 concejales de barrio. 

## Composición
- Alcalde: Susan O'Regan.
- Barrio de Cambridge: Liz Stolwyk, Mike Pettit, Philip Coles, Roger Gordon, Grahame Webber.
- Barrio Te Awamutu: Lou Brown, Andrew Brown, Hazel Barnes, Marcus Gower.
- Barrio Pirongia: Clare St Pierre, Bruce Thomas.
- Barrio Maungatautari: Elwyn Andree-Wiltens.
- Barrio Kakepuku: Susan O'Regan. [1]

### Juntas comunitarias
- Junta comunitaria de Cambridge: Sue Milner, Elise Badger, Jo Davies-Colley, Alana MacKay, Jim Goddin, Mike Montgomerie
- Junta comunitaria de Te Awamutu: Gary Derbyshire, Richard Hurrell, Ange Holt, Jill Taylor, Kane Titchener [1]

## Historia
El consejo se fundó en 1989, remplazando al consejo del condado de Waipa,  el consejo municipal de Cambridge (de 1886),  y el consejo municipal de Te Awamutu (de 1915). 